# Jurij Urytjev
Jurij Olegovitj Urytjev (ryska: Ю́рий Оле́гович У́рычев), född 3 april 1991 i Jaroslavl, Ryska SFSR, Sovjetunionen, död 7 september 2011 utanför Jaroslavl, Ryssland, var en rysk professionell ishockeyspelare som spelade för Lokomotiv Jaroslavl i KHL.
Urytjev var med i det ryska JVM-guldlaget 2011.

## Död
Urytjev var den 7 september 2011 ombord på ett passagerarflygplan som kraschade i staden Jaroslavl klockan 16:05 MSK under en flygning mellan Yaroslavl-Tunoshna Airport (IAR) och Minsk-1 International Airport (MHP). Hans lag Lokomotiv Jaroslavl var på väg till en bortamatch i Minsk. Efter att planet lyfte från flygplatsen kunde det inte nå tillräckligt hög höjd och kraschade in i en ledning innan det störtade i floden Volga.
Urytjev var med på resan trots att lagledningen meddelat att han inte behövde följa med. Han var både skadad och avstängd, men följde med eftersom han ville vara med laget.